# عربشاه (تكاب)
عربشاه هي قرية في مقاطعة تكاب، إيران. عدد سكان هذه القرية هو 538 في سنة 2006.